# ラプラタ (アルゼンチン)

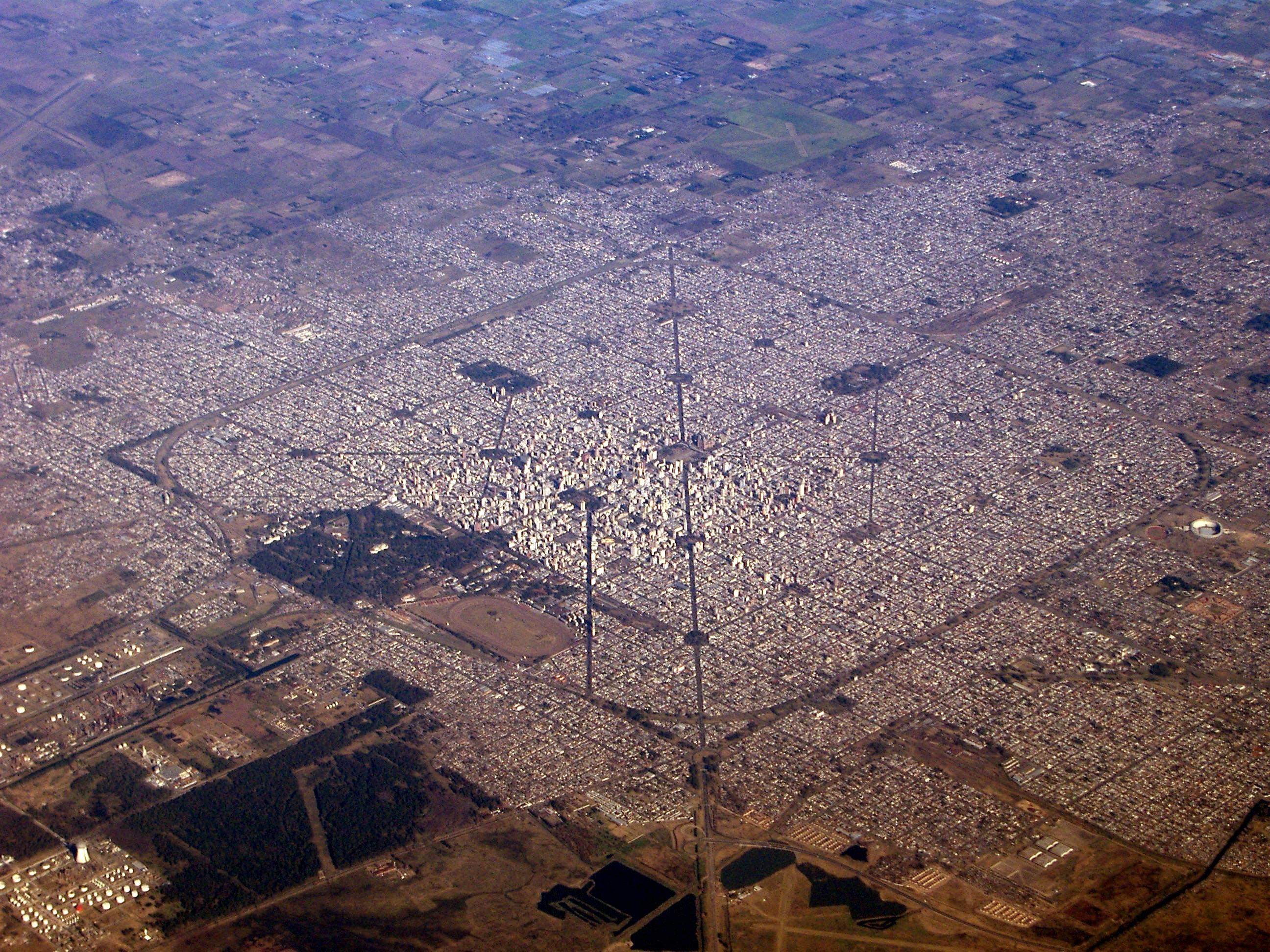
上空から

ラ・プラタ（La Plata）は、アルゼンチン・ブエノスアイレス州の州都。人口は約77万人（2022年）。ブエノスアイレス市の南東50kmにあり、ラプラタ川に面している。
ブエノスアイレスが連邦の首都として連邦地区となった1880年以降に「新州都」として開発された計画都市で、当時のブエノスアイレス州知事ダルド・ロチャによって建設が進められた。

## 歴史
この都市の創設者はダルド・ロシャ。 彼は立法院からの若干の抵抗の末、この都市の設立のためのプロジェクトを推進した。 1882年5月1日に行政府によって公布され、同年11月19日に都市の基礎が形成された。

州の行政機関と大学を設置するために計画された都市である。州政府庁舎は国際コンペが行われ、知事公舎はイタリア人、市役所はドイツ人によって設計された。また、ラ・プラタ大学が1897年に設立されている。

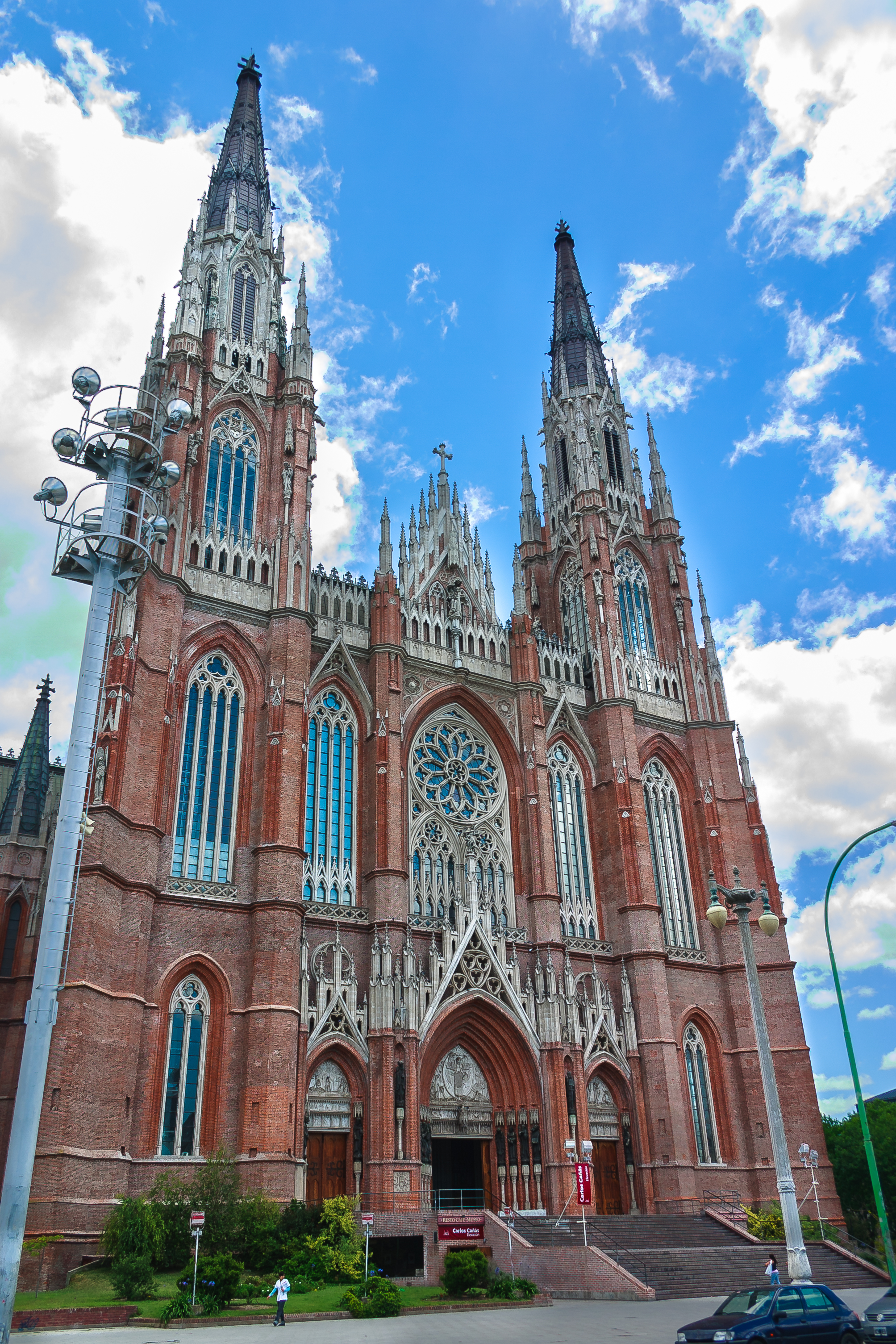
ラプラタ大聖堂

## 交通

### 道路
ラプラタ市とブエノスアイレスとを結ぶ主要道路として、全長約50kmのリカルド・バルビン高速道路（一般にはブエノスアイレス-ラプラタ高速道路として知られている）、ヘネラル・ベルグラーノ通り（州道1号線、旧国道1号線）、州道215号線、6号線、11号線がある。これらの道路上には自動車のほかに都市間バス（マイクロ）も多く運行されている。当時すでに存在していたすべての都市の中で、ダルド・ロシャはリオ・デ・ラ・プラタ川に隣接し、ブエノスアイレス・エンセナダ鉄道でブエノスアイレスとつながっていたエンセナダを選んだ。 1882年3月14日、彼はエンセナダ市の首都化を発表した。

### 鉄道
ブエノスアイレス市内との間の主要な交通機関として1892年に南鉄道が敷設され、1948年に国の政策により国有化しロカ将軍鉄道（ロカ線区間）の一部となった。その後幾度かの経済危機などにより設備の更新が滞っていたが、日本の支援により電化が開始され2017年10月にブエノスアイレス市内南部のプラサ・コンスティトゥシオン駅とラプラタ駅の間の、かつての南鉄道の区間の電化工事が全て完成し、それまでのディーゼル機関車が牽引する手動客用扉の客車列車に比べ、安全かつ快適に移動できるようになった。両都市間を電車は1時間ほどで結ぶ。
また市内の通勤・通学路線としてラプラタ大学列車も運行されており、ロカ線のラプラタ駅と同市内にあるポリクリニコ駅の間を気動車が20分で結ぶ。その他にもラプラタから南部に向かう路線や臨港線が存在するが、貨物が中心で既に旅客営業は廃止されている。ロカ将軍鉄道の軌間は1,676 mm。

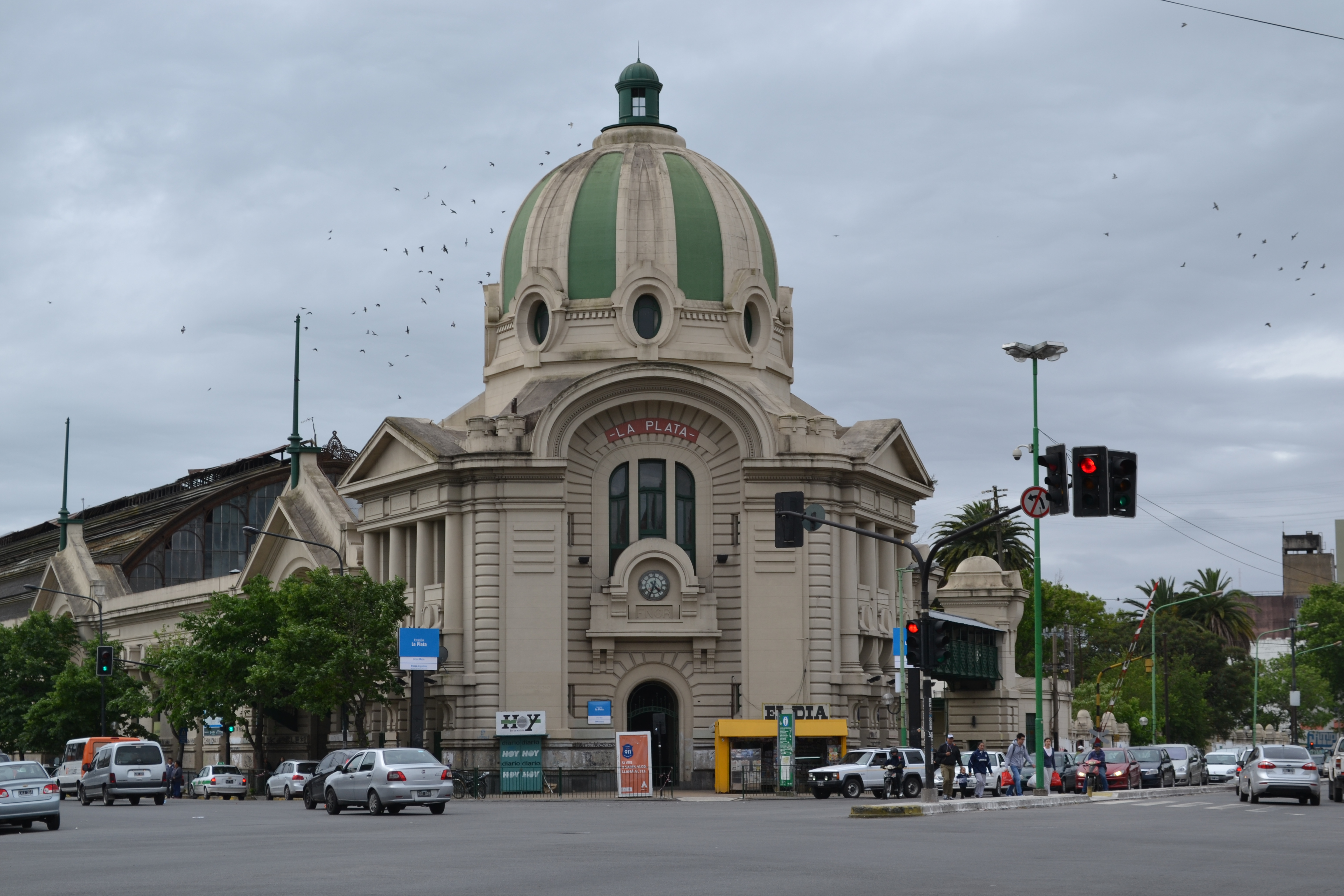
ロカ線・ラプラタ駅の駅舎（正面）

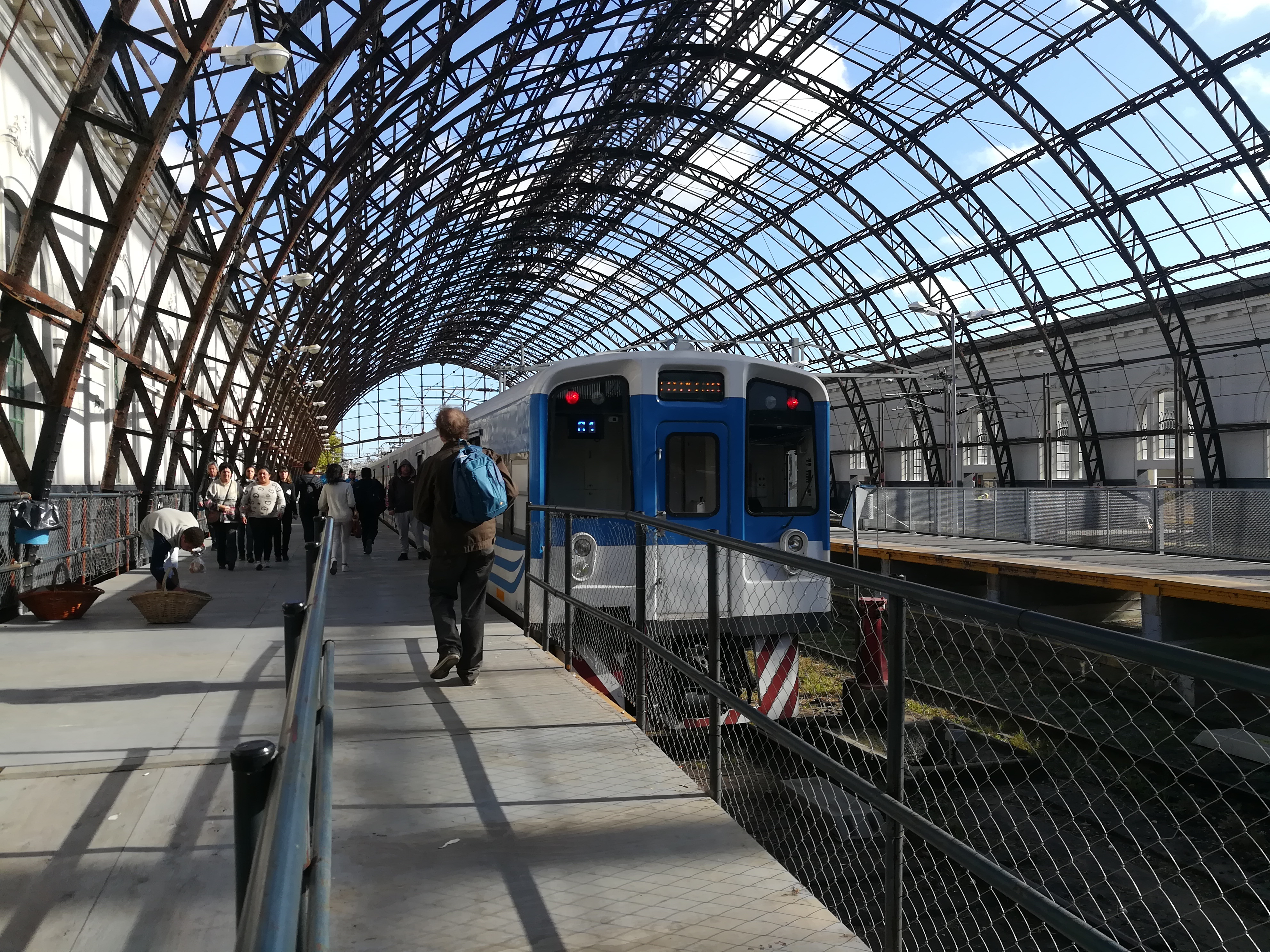
ロカ線・ラプラタ駅のホームとヨーロッパ式のドーム型屋根

また2番目の上記都市間の路線としてブエノスアイレス州営鉄道が存在したが、こちらも国有化されベルグラーノ将軍鉄道の一部となったあと、不採算路線の整理で廃止されている。軌間は1,000 mm。ラプラタ駅はロカ線とは別の場所に存在した。

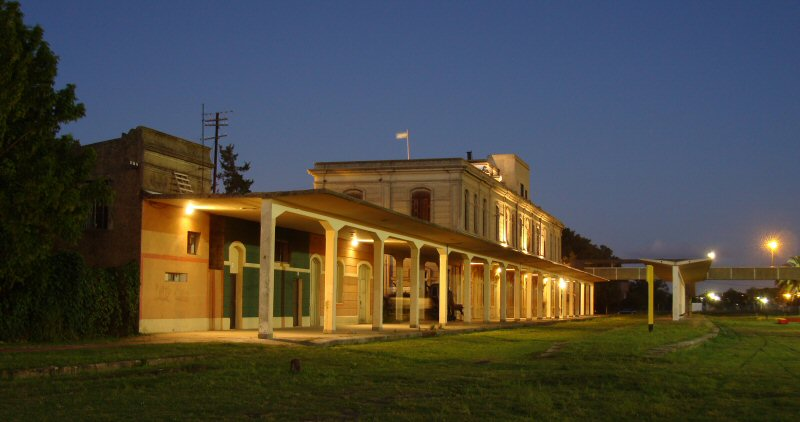
州営鉄道（のちに国有ベルグラーノ将軍鉄道）・ラプラタ駅の駅舎と構内

ラプラタでは市内電車が1884年から1966年まで運行されていた。開業当初は馬車鉄道であったがその後電化され、南米最初の電気鉄道として民間企業により運行が開始された。
1948年に公営化されたものの、その後のモータリゼーションの進行などもあり不採算路線から廃止が開始され、1966年12月31日をもってすべての路線が廃止となった。

### 水運
ラプラタ市から北に数kmの位置のエンセナーダ・パルティードにラプラタ港があり、サンティアゴ川を介してラプラタ川と繋がっている。19世紀後半から20世紀初頭にかけて大規模な拡張工事が行われたが、あまり活用されていない。

### 航空
郊外にラプラタ空港があり、中心部から約7 kmの地点に位置する。一般航空や公共機関所属機等が使用している。

## ラプラタ生まれ
- ルネ・ファヴァロロ、心臓血管専門医。
- マルティン・パレルモ、サッカー選手
- フアン・セバスティアン・ベロン、サッカー選手
- アグスティン・クリービー、ラグビー選手
- ニコラス・イサシ、映画・オペラ監督

## スポーツ
エストゥディアンテス・デ・ラ・プラタやヒムナシア・イ・エスグリマ・ラ・プラタなどのサッカークラブが存在する。

## 姉妹都市
- ルイビル（アメリカ合衆国）
- ベエルシェバ（イスラエル）
- モンテビデオ（ウルグアイの首都）

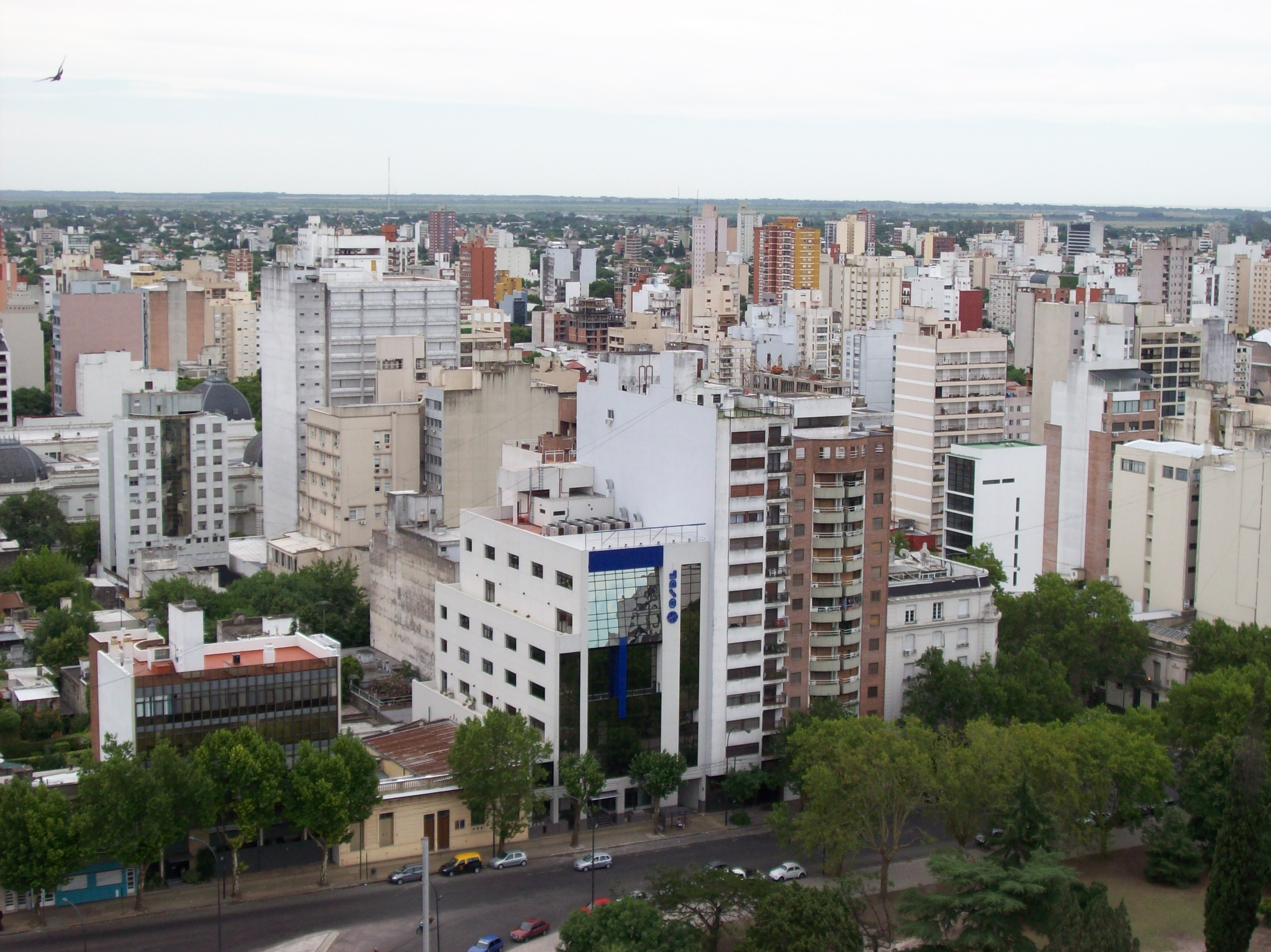
ラプラタ市のビル。
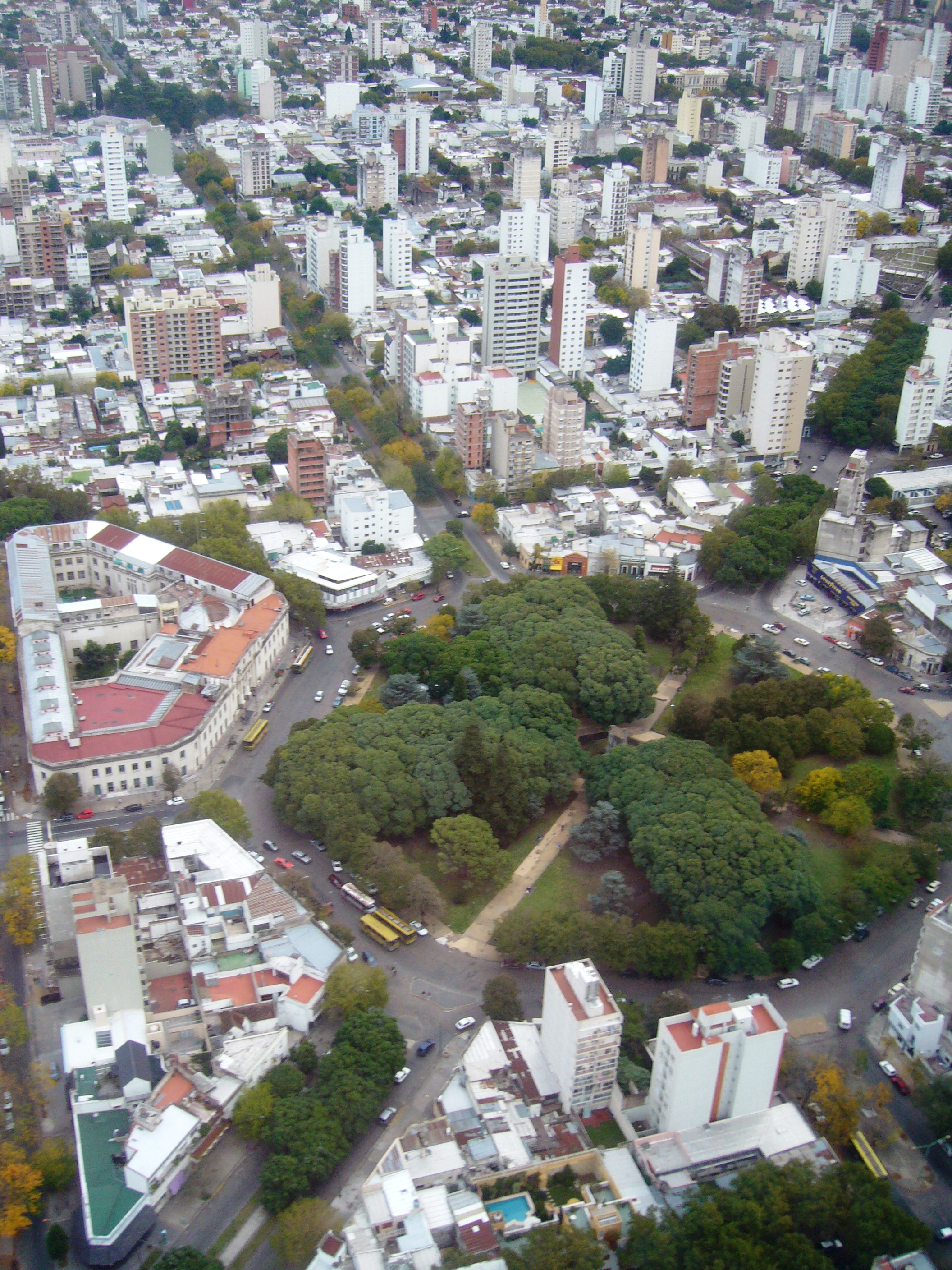
ラプラタ市の公園。
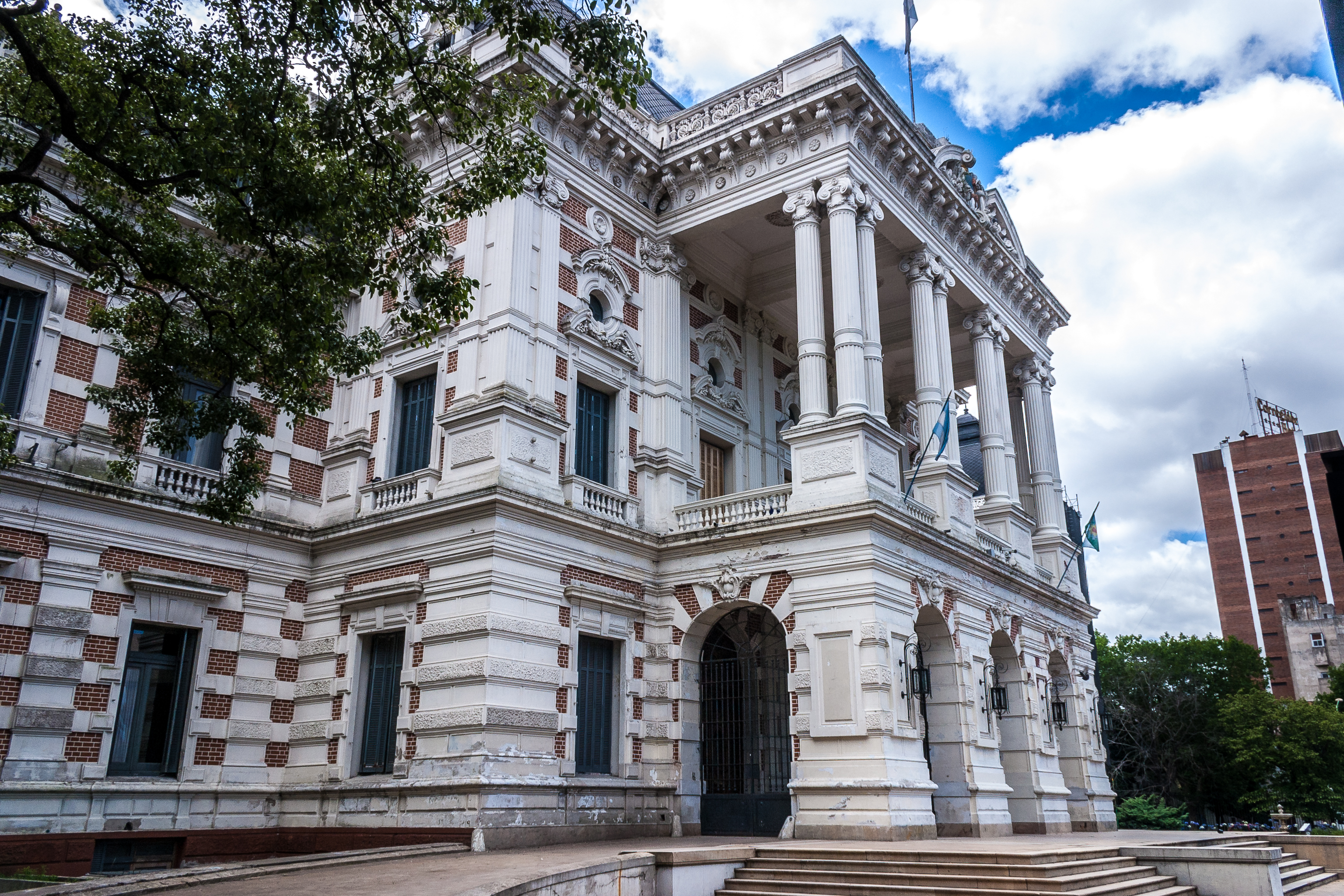
ブエノスアイレス州の州庁。
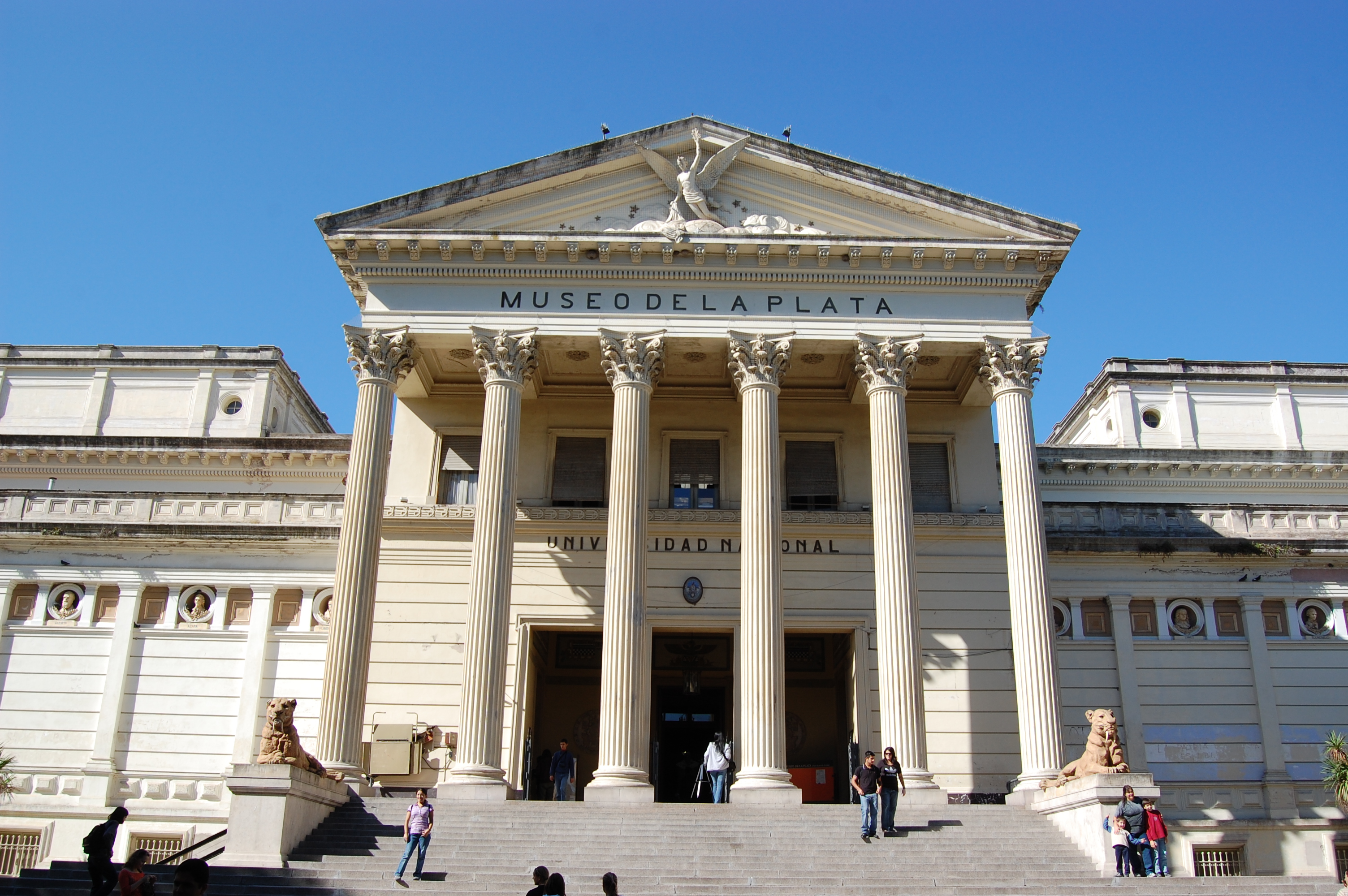
ラプラタ博物館。
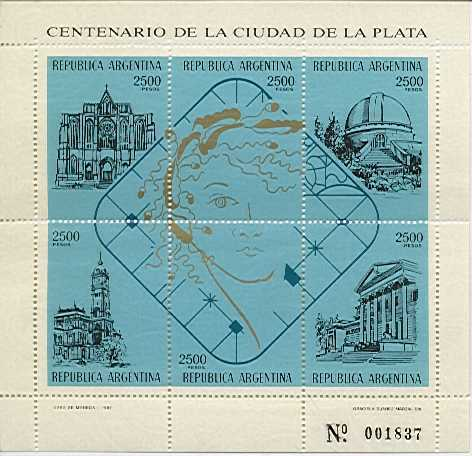
1982年の100周年記念切手。

## 脚註
1. ↑  “city population”. 2023年5月18日閲覧。
2. ↑  “Biblioteca electrónica de calle52.com.ar - Dardo Rocha: El padre de LA PLATA”. web.archive.org (2010年1月19日). 2024年1月8日閲覧。
3. ↑  “Sistema de Información Normativa y Documental Malvinas Argentinas - Ley 1463”. normas.gba.gob.ar. 2024年1月8日閲覧。
4. ↑  “Con algunas obras inconclusas y después de 40 años llegó el tren eléctrico a La Plata（40年後、未完成工事がありながら電車の開設は漸くラプラタに）” (スペイン語). ESTACIÓN VIAL (2017年10月18日). 2019年2月2日閲覧。
5. 1 2  Katz, Ricardo Santiago『Ciudad de La Plata: su historia（ラプラタ市　その歴史）』自費出版、2007年、149-(152-156)頁。ISBN 978-987-05-3016-9。